# Inteligencia de señales

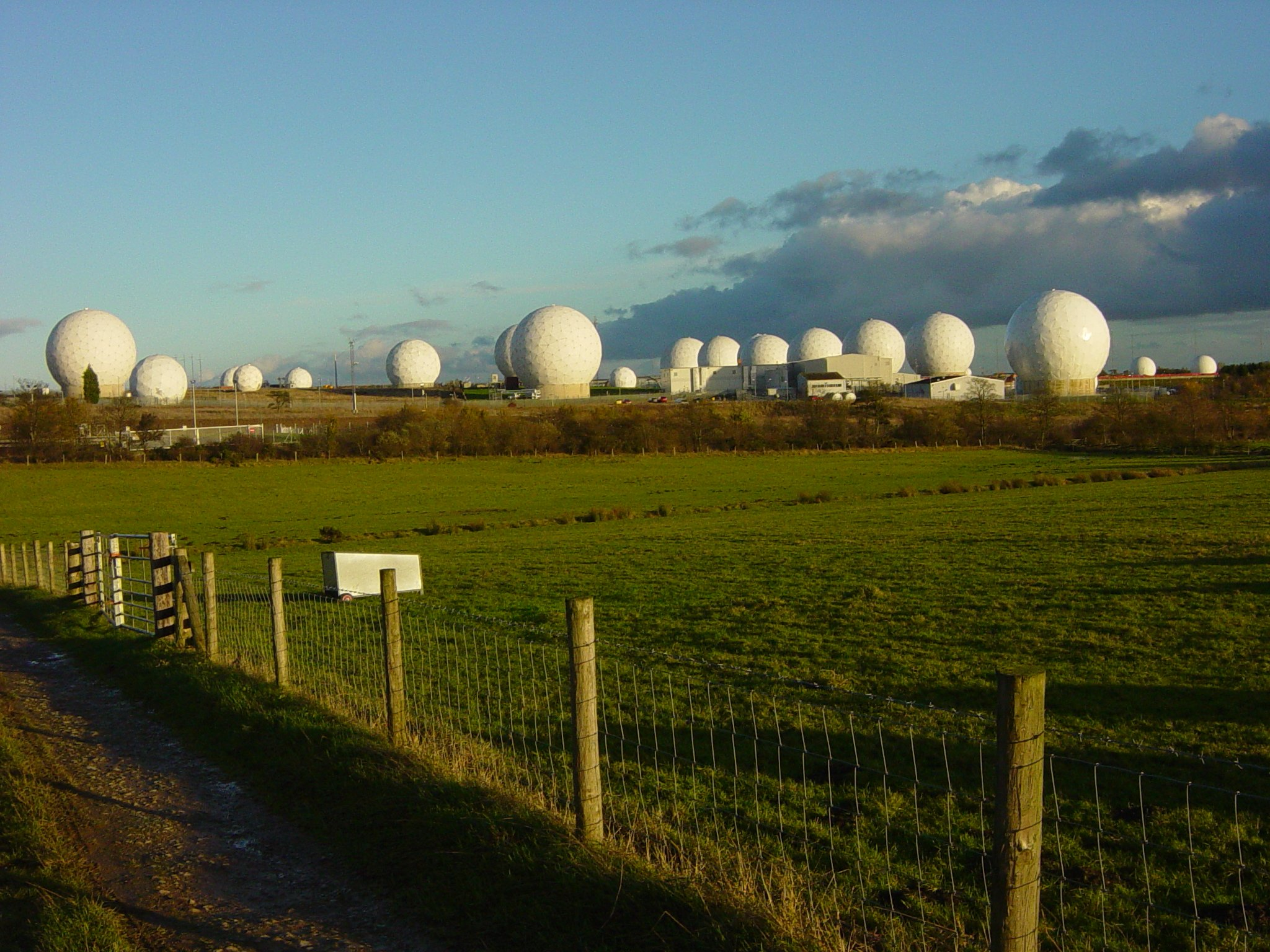
RAF Menwith Hill, un gran sitio en el Reino Unido, parte de ECHELON y el Acuerdo UKUSA, (2005).

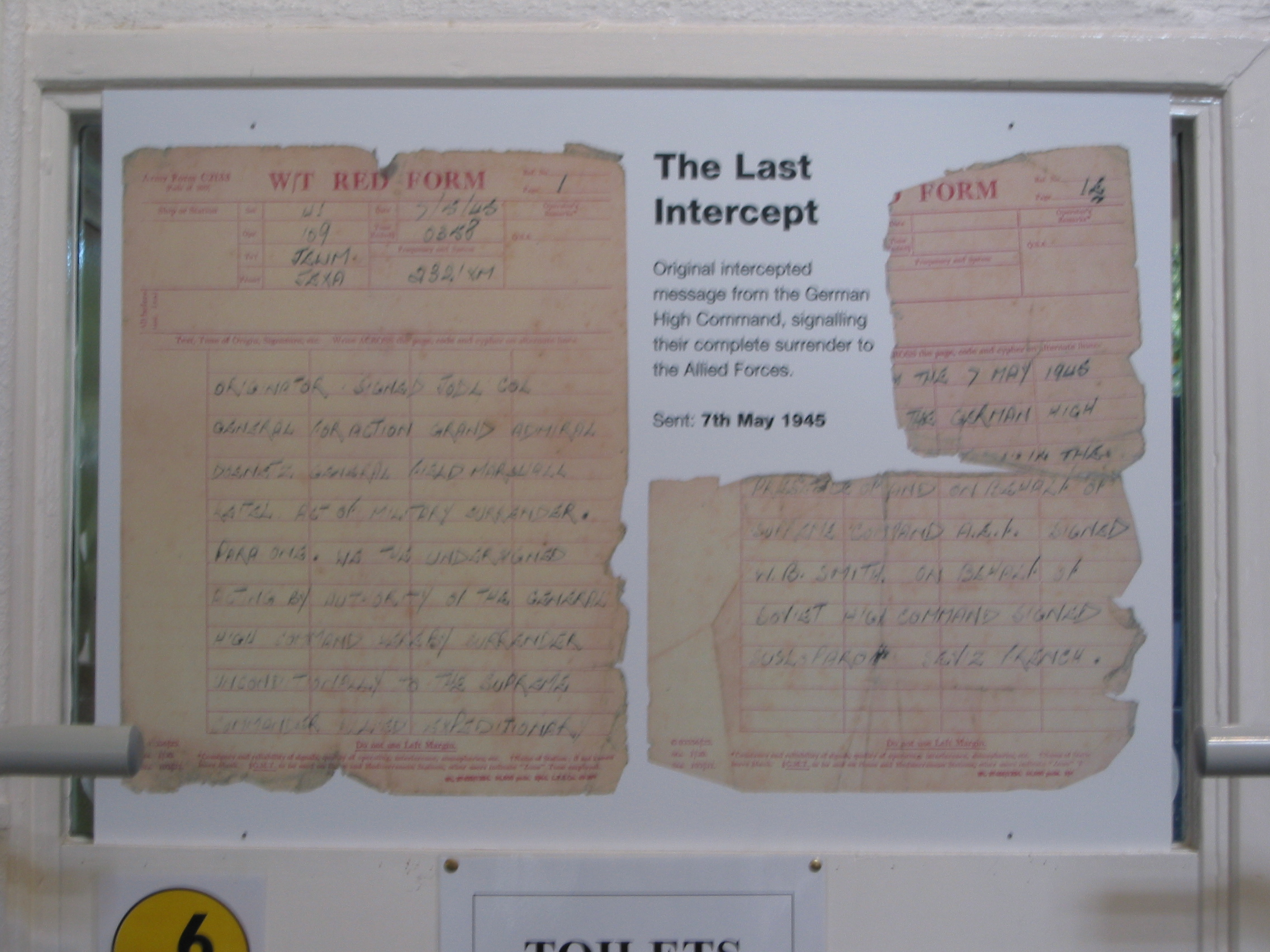
El último mensaje alemán interceptado por los británicos durante la Segunda Guerra Mundial, que señalaba la rendición incondicional de Alemania.

Inteligencia de señales (en inglés: signals intelligence; SIGINT) es la forma de recopilación de información, inteligencia militar, mediante la interceptación de señales, bien a partir de comunicaciones directas entre personas (inteligencia de comunicaciones; en inglés: communications Intelligence, COMINT), bien de distintos medios electrónicos que no sirven para las comunicaciones directas (inteligencia electrónica; en inglés: electronic Intelligence, ELINT), o bien una combinación de ambos.
La inteligencia de señales implica el uso de diversas disciplinas, como el criptoanálisis, empleado para analizar, penetrar e interpretar el cifrado de información sensible o clasificada, o el análisis de tráfico, que es estudio de características de la transmisión (procedencia, destino, frecuencia, patrones, etc.), que pueden traducirse en información valiosa, también en los casos en que el contenido de la comunicación no puede ser interpretado o descifrado.
La inteligencia de señales engloba diferentes recursos:
- Inteligencia de comunicaciones (COMINT): supone la utilización de toda clase de comunicaciones conocidas, tales como el teléfono, la radio, Internet, etc.
- Inteligencia electromagnética (ELINT): supone la utilización de campos eléctricos (cargas y corrientes eléctricas) y campos magnéticos. Un sistema electrónico importante es la radio de detección y medición de la distancia, que al reflejar las ondas electromagnéticas se puede detectar la presencia de objetos o superficies en un amplio radio, así como su posición exacta.
- Inteligencia telemétrica (TELINT): su función es la detección de imágenes, medidas y radiaciones mediante imágenes ópticas.

La red más conocida de inteligencia de señales es la red de ECHELON operada por Estados Unidos, Reino Unido, Canadá, Australia y Nueva Zelanda. Existe una versión llamada FRENCHELON operada por el DGSE.

## Historia
La intercepción de las comunicaciones escritas y codificadas, y la extracción posterior de la información, probablemente ocurrió no mucho después del desarrollo de la escritura. Un sistema simple de codificación, por ejemplo, es el cifrado César. La intercepción electrónica apareció a principios de la década de 1900, durante las Guerras de los Bóeres. Los boéres capturaron algunas radios y dado que los británicos era los únicos que estaban usándolas en esa época, no se hizo necesaria ninguna interpretación especial de las señales.

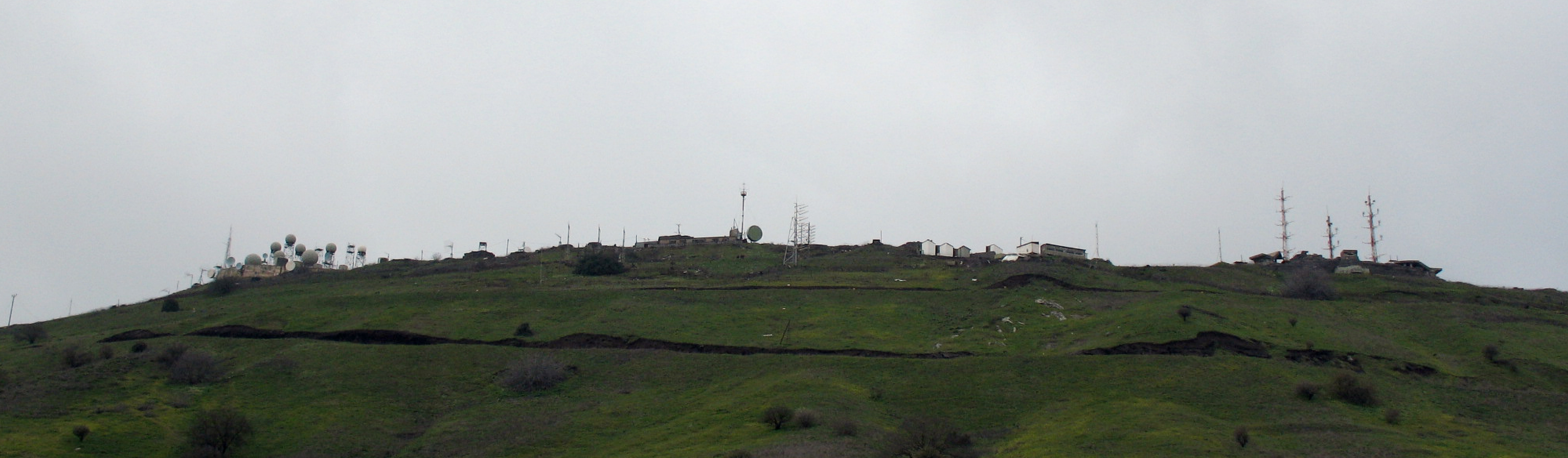
Unidad 8200 (la unidad encargada de las actividades SIGINT del Cuerpo de Inteligencia Israelí) basada en el Monte Avital, Altos del Golán.

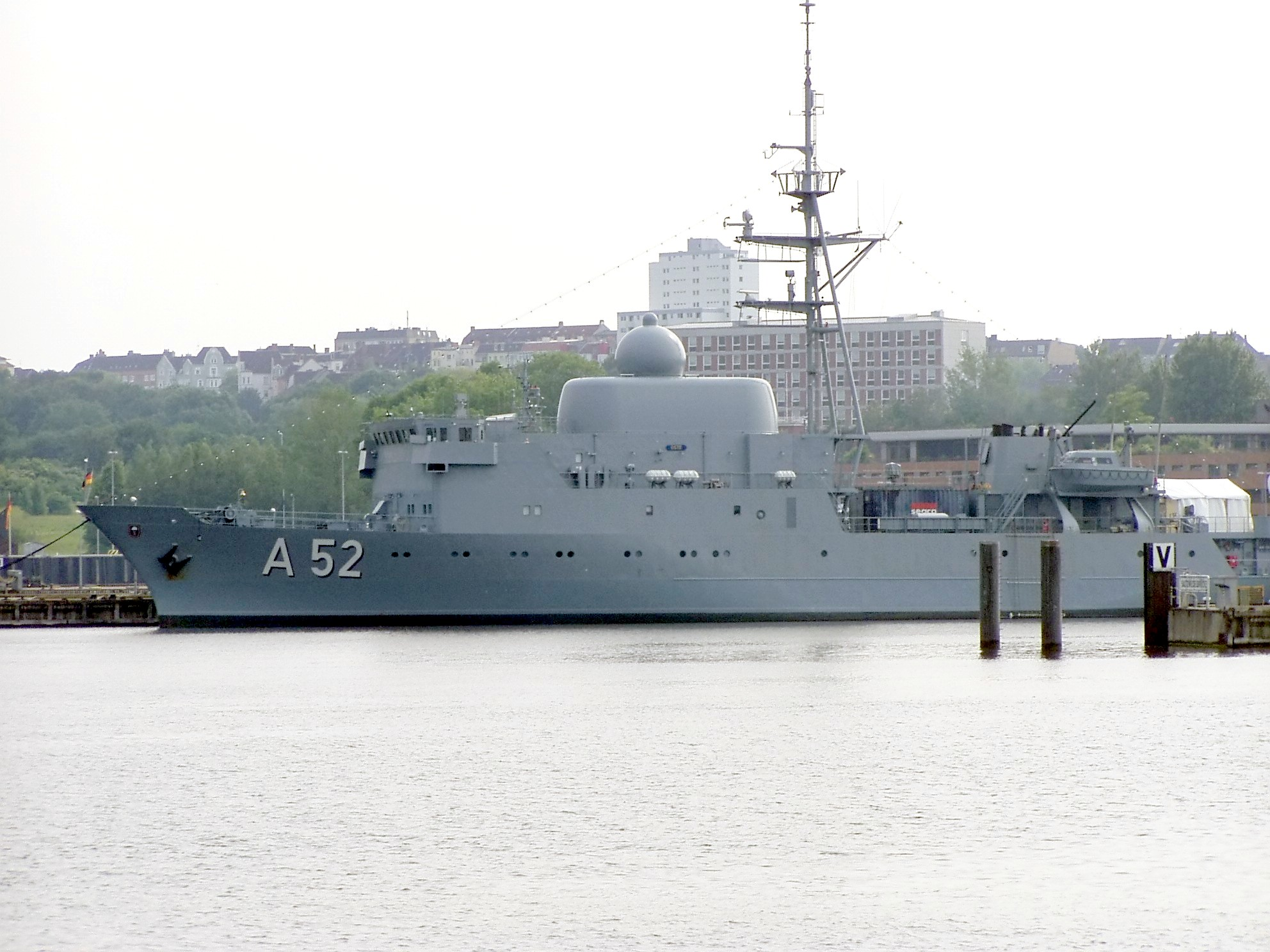
El A52 Oste, un buque de ELINT (inteligencia de señales electrónicas) y de reconocimiento de la clase Oste perteneciente a la Armada Alemana.

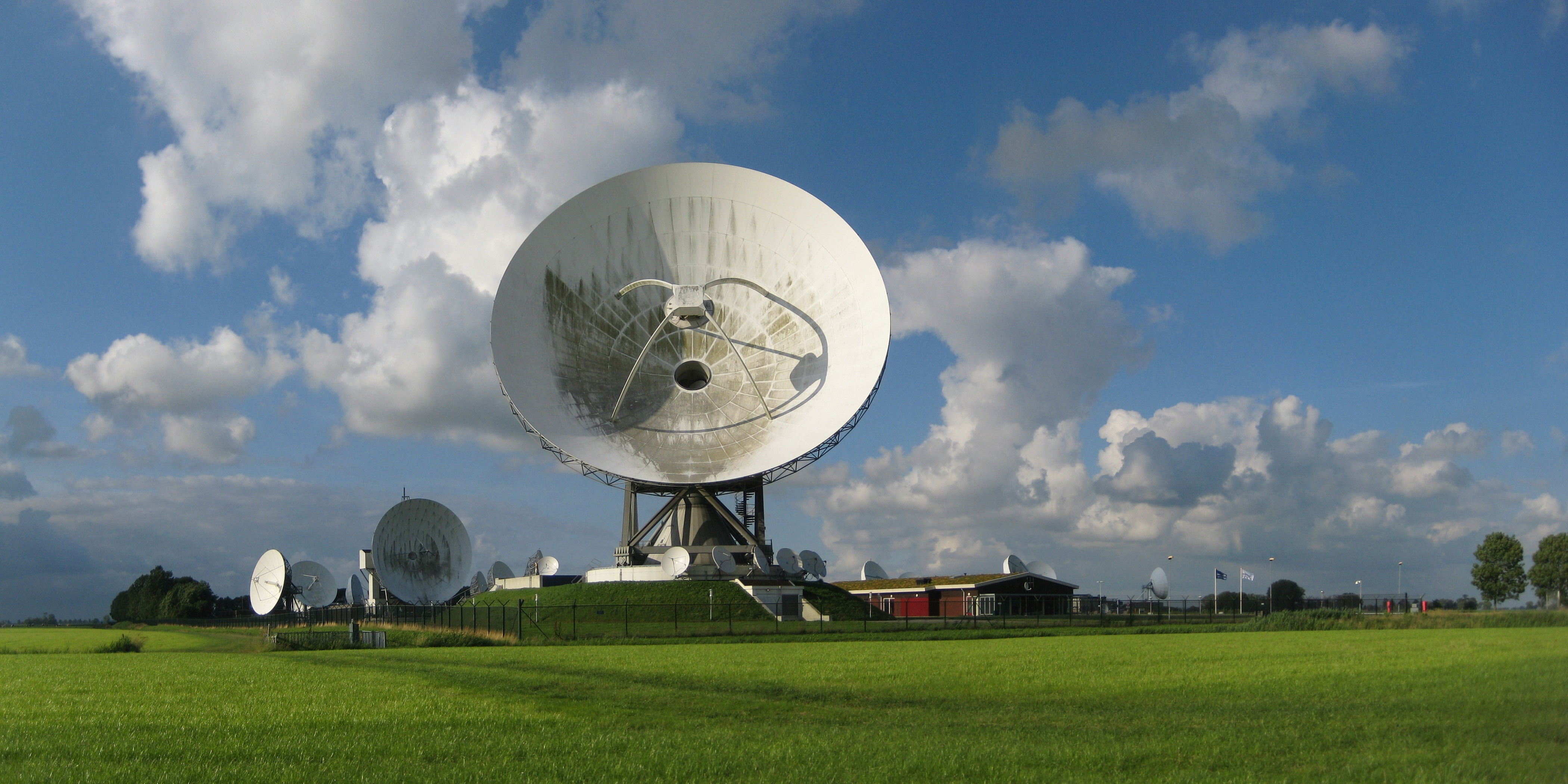
Estación terrestre de control de satélites perteneciente a la Nationale SIGINT Organisatie (NSO) holandesa (2012).

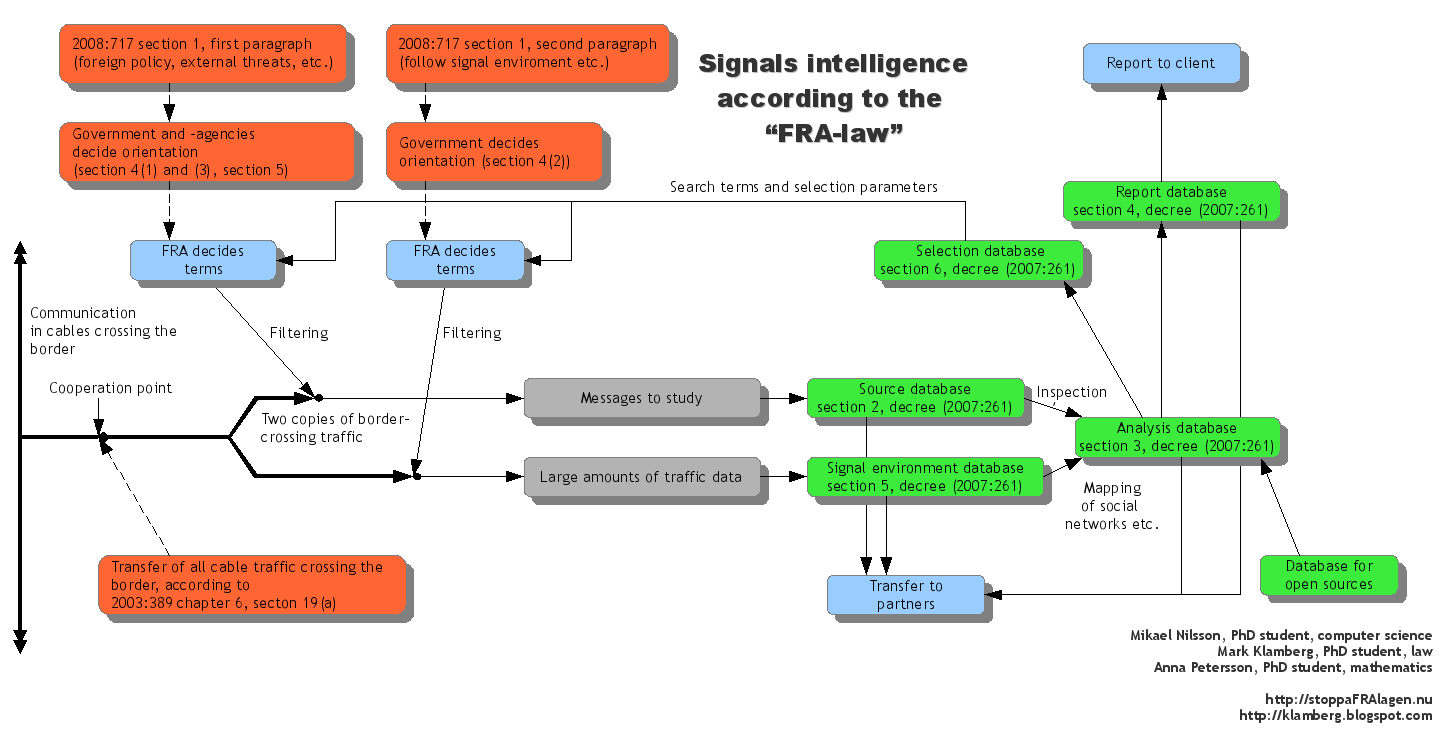
Descripción de como la Autoridad de Defensa Radial Sueca (Försvarets radioanstalt, FRA) recolecta y procesa las comunicaciones.

El trabajo de inteligencia de señales puede ser peligroso incluso en tiempos de paz. Numerosos incidentes internacionales en tiempos de paz en que se han perdido vidas han ocurrido durante misiones de inteligencia de señales, estos incluyen al incidente del USS Liberty, al incidente del USS Pueblo (AGER-2), y al derribo del Vuelo 60528.

## Definiciones técnicas de SIGINT y sus ramas
En Estados Unidos y otras naciones relacionadas con la OTAN, la inteligencia de señales es definida como:
- Como una categoría de inteligencia que comprende individualmente o una combinación de inteligencia de comunicaciones (en inglés: Communications Intelligence, COMINT), inteligencia electrónica (en inglés: Electronic Intelligence, ELINT) y inteligencia de señales instrumentales extranjeras no importa como sean transmitidas.

- Inteligencia derivada a partir de las señales de comunicaciones, electrónicas e instrumentales extranjeras.

La definición del Estado Mayor Conjunto de los Estados Unidos sobrenfatiza la parte de "señales instrumentales extranjeras". Esa parte debería ser considerada en combinación con inteligencia de mediciones y firmas electrónicas (en inglés: Measurement and Signature Intelligence, MASINT), que está estrechamente relacionada con la instrumentación extranjera tal como telemetría o radionavegación. Un sensor ELINT puede encontrar un radar y luego traspasarlo (en inglés: cueing), en otras palabras guiar, para que un sensor COMINT comienza a escuchar la transmisión entre el radar y sus usuarios remotos. Un sensor SIGINT no específico puede traspasar a un sensor MASINT de Dominio de Frecuencia que puede ayudar a identificar el propósito de la señal. Si la MASINT no puede identificar la señal, entonces la organización de inteligencia puede asignar un satélite o avión Inteligencia de imágenes (en inglés: Imagery Intelligence, IMINT) para obtener imágenes de la fuente, de tal forma que los fotointérpretes pueden intentar comprender sus funciones.
Al ser un campo muy amplio, la SIGINT tiene muchas sub-disciplinas. Las dos principales son la inteligencia de comunicaciones (en inglés: Communications Intelligence, COMINT) y la inteligencia electromagnética (en inglés: Electronic Intelligence, ELINT). Sin embargo, existen algunas técnicas que se pueden usar en ambas ramas, así como para asistir en la FISINT o la MASINT.

## Disciplinas compartidas entre las ramas

### Eligiendo el blanco
Un conjunto de sistemas tiene que saber buscar por una señal en particular. "Sistema", en este contexto, tiene varias acepciones. La elección de un blanco es el resultado del proceso de desarrollar los requerimientos de recolección:
1. Se necesita considerar una lógica en la asignación de recursos de inteligencia. Al interior del Departamento de Defensa de los Estados Unidos, estos requerimientos de recolección satisfacen los elementos esenciales de las necesidades de información y otros requerimientos de inteligencia de un comandante o una agencia.
2. Una necesidad de inteligencia establecida, validad contra la asignación apropiada de recursos de inteligencia (como un requerimiento) para proporcionar los elementos esenciales de información y otras necesidades de inteligencia de un consumidor de inteligencia.[2]

### La necesidad de usar varios receptores coordinados
Primero, las condiciones atmosféricas, manchas solares, el plan de transmisiones del blanco y las características de la antena, y otros factores crean una falta de certeza 
en que sensor de intercepción de señal en específico será capaz de "escuchar" la señal de interés, incluso con un blanco geográficamente fijo y con un oponente no haciendo ningún intento por evadir esta intercepción. Contramedidas básicas contra la intercepción incluyen el cambio frecuente de la radiofrecuencia, la polarización electromagnética y otras características de la transmisión. Si se usara un avión que tuviera que llevar todas las antenas y receptores para cada posible frecuencia y tipo de señal para poder enfrentar tales contramedidas, no podría despegar por el peso y falta de espacio para llevar todo el equipo.
Segundo, usualmente la localización de la posición del transmisor es parte de la SIGINT. La triangulación y técnicas de más sofisticadas de radiolocalización, tales como métodos de tiempo de llegada, requieren múltiples puntos de recepción en diferentes lugares. Estos receptores envían información relevantes a la localización a un punto central, o quizás a un sistema distribuido en que todas participan, de tal forma que la información puede ser comparada y se pueda calcular una localización.

### Administración de la intercepción
Los sistemas SIGINT modernos, por lo tanto, tienen abundantes sistemas de comunicación entre los plataformas interceptoras. Incluso si algunas de las plataformas son clandestinas, existe una transmisión de la información indicándoles donde y como buscar las señales siendo interceptadas. Un sistema de Estados Unidos en desarrollo hacia finales de la década de 1990, el PSTS, enviaba constantemente información que ayudaba a los interceptores a apuntar en forma adecuada sus antenas y sintonizar sus receptores. Grandes aviones de intercepción, tales como el EP-3 o el  RC-135, poseen capacidad a bordo como para hacer algún análisis de blancos y planeamiento, pero otros, tal como el RC-12 Guardrail, se encuentra bajo total control terrestre. El avión Guardrail es bastante pequeño y usualmente trabaja en unidades de tres aparatos para cubrir un requerimiento SIGINT táctico, ya que los aviones más grandes tienden a ser asignados a misiones de nivel estratégico o nacional.
Antes de que comience el proceso detallado de elección de blanco, alguien tiene que decidir si existe un valor en recolectar información acerca de ese algo. Mientras sería posible dirigir la recolección de inteligencia de señales a cada evento deportivo importante, los sistemas capturarían una gran cantidad de ruido, señales de noticias y quizás anuncios dirigidos al interior del estadio. Sin embargo, si una organización antiterrorista cree que algún grupo podría estar tratando de coordinar sus esfuerzos, usando radios de corto alcance no permitidas en dicho evento, el esfuerzo SIGINT contra esas radios sería razonable. Dicho esfuerzo no sabría donde se podrían encontrar dichas radios, o en que frecuencia exacta estarían operando; determinar dichos datos son funciones de los pasos subsecuentes tales como la detección de señales y la radiolocalización.
Una vez hecha la decisión acerca de cuál es el blanco, los varios puntos de intercepción necesitan cooperar, dado que los recursos son limitados. Saber que equipo de intercepción usar se hace más fácil cuando el país blanco compra sus radares y radios desde fabricantes establecidos y conocidos, o le son entregados como ayuda militar. Los servicios de inteligencia nacional mantienen bibliotecas de los dispositivos fabricados por el propio país o por otros, y luego usan una variedad de técnicas para conocer que equipamiento fue adquirido por un país en particular.
El conocimiento acerca de la física y de la ingeniería electrónica ayuda a acotar el problema de qué tipos de equipos podría estar siendo usados. Un avión de inteligencia que se encuentre volando bien lejos de la frontera de otro país puede escuchar los radares de búsqueda de largo alcance, pero no así los radares de control de fuego de corto alcance que podrían estar siendo utilizados por alguna defensa antiaérea móvil. Los soldados que se exploran las líneas adelantadas de otro ejército saben que el otro lado estará usando radios que deben ser portátiles y que no tienen grandes antenas.

### Detección de las señales
Incluso si una señal es para comunicaciones entre seres humanos (por ejemplo, vía radio), los especialistas en recolección de inteligencia tienen que saber que existe. Si la función de ubicación de blancos descrita en la sección anterior logra enterarse de que un país tiene un radar que opera dentro cierto rango de frecuencias, el primer paso es usar un receptor sensitivo, que con una o más antenas escucha en todas direcciones, para encontrar en que zona se encuentra operando este radar.

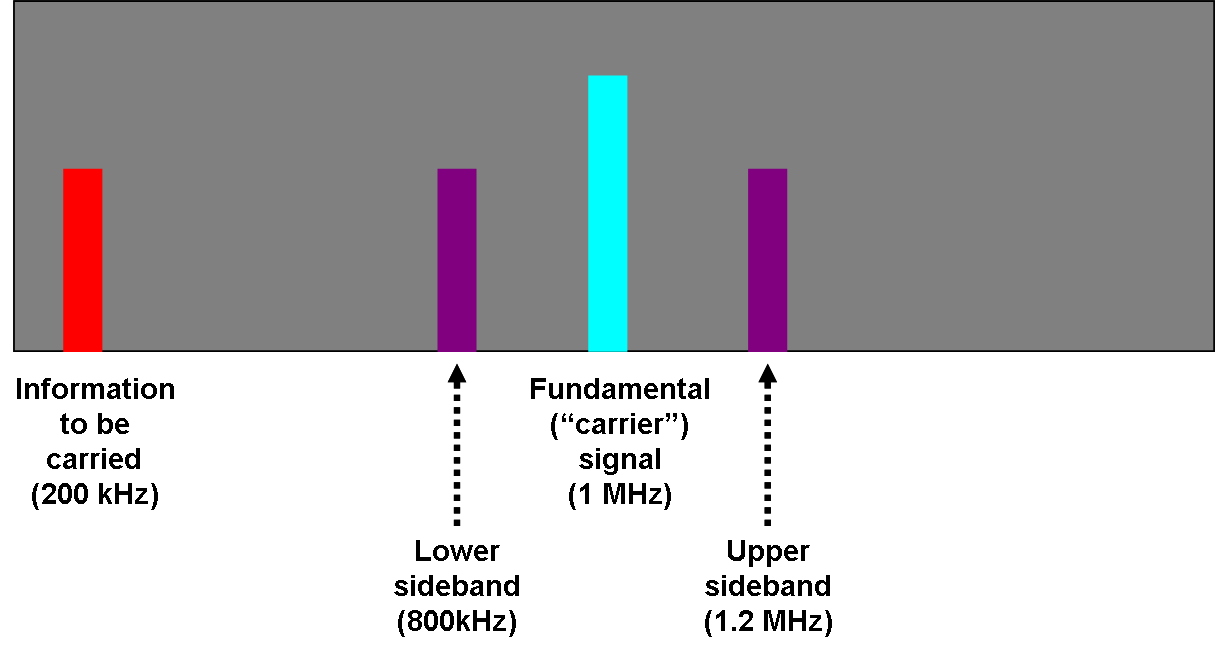
Presentación simplificada de un analizador de espectro que muestra señales superheterodinizadas y de amplitud modulada.

Si los operadores conocen las frecuencias de transmisión de interés probables, ellos pueden usar un conjunto de receptores, prefijados a las frecuencias de interés. Estas son la frecuencia (eje horizontal) versus la potencia (eje vertical) producidas en el transmisor. antes de cualquier filtro de las señales que no agreguen la información siendo transmitida. La energía recibida en una frecuencia particular puede poner en operación una grabadora y alertar a un humano para escuche las señales si están son inteligibles (por ejemplo: COMINT). Si no se conoce la frecuencia, los operadores pueden buscar por niveles de potencia en las frecuencias principales o bandas laterales usando un analizador de espectro. Luego la información del analizador de espectro es usada para sintonizar receptores en las señales de interés. Por ejemplo, en este espectro simplificado, la información real se encuentra en las frecuencias de 800 kHz y 1.2 MHz.

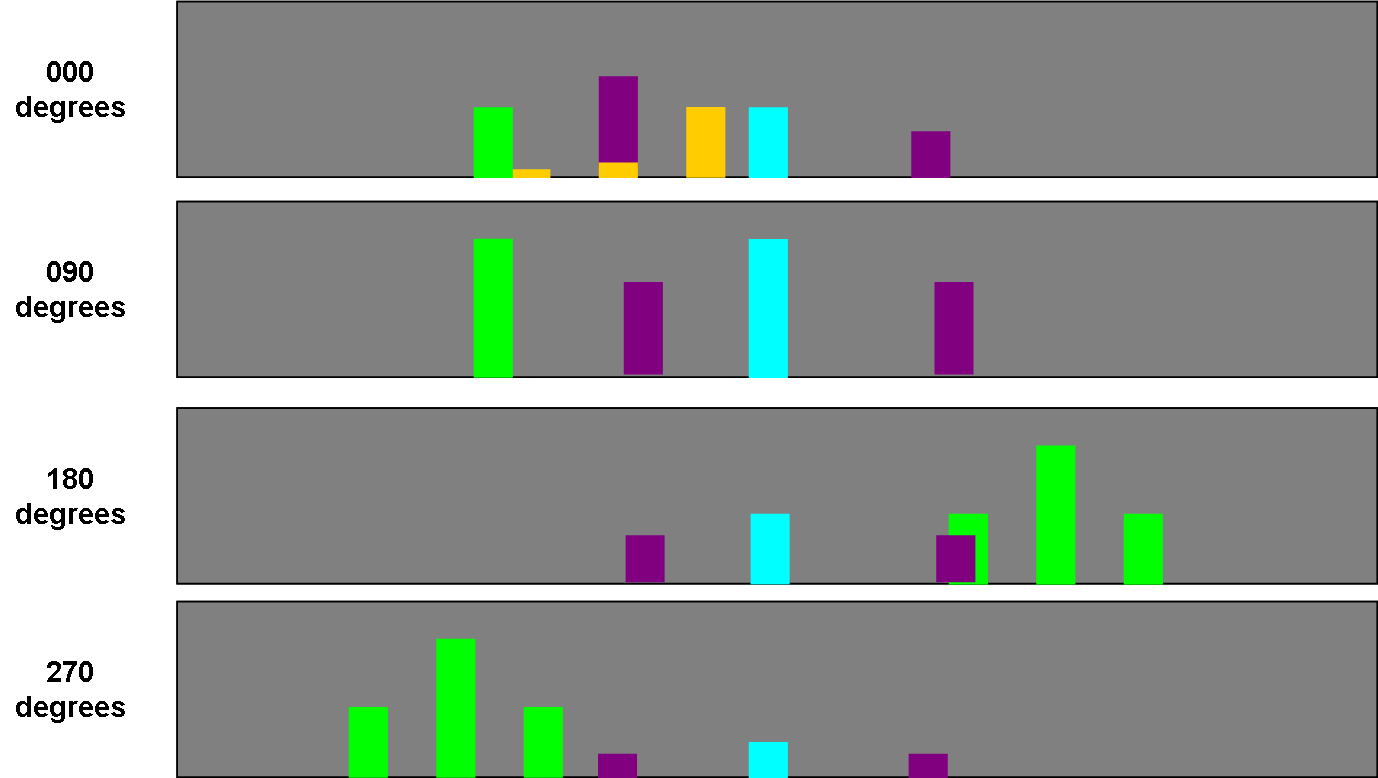
Muestra hipotética de cuatro analizadores de espectro conectados a antenas direccionales. El transmisor se encuentra en la dirección de 090 grados.

Los transmisores y receptores del mundo real usualmente son direccionales. En la figura de la izquierda, se asume que cada pantalla está conectada a un analizador de espectro conectado a una antena direccional apuntada en la dirección indicada.

#### Contramedidas usadas contra la intercepción
Las comunicaciones de espectro disperso es una técnica de las contra contramedidas electrónicas (en inglés: Electronic Counter-CounterMeasures, ECCM) que busca impedir localizar frecuencias particulares. El análisis de espectro puede ser utilizado en una diferente forma de ECCM para identificar las frecuencias que no están siendo perturbadas o que no se encuentran en uso.

### Localización de señales
El medio más antiguo , y aún el más común, de localización de señales es usar antenas direccionales tales como goniómetros, de tal forma que se pueda trazar una línea entre el receptor y la posición de la señal de interés. Conociendo la orientación en la brújula hacia el transmisor desde un solo punto, no se logra con ese dato conocer su localización. Cuando se tienen las orientaciones desde múltiples puntos, usando un goniómetro, y se trazan en un mapa, el transmisor será localizado en el punto donde las orientaciones identificadas se intersequen entre sí. Este es el caso más simple, un blanco puede tratar de confundir a los escuchas usando múltiples transmisores, enviando la misma señal desde diferentes lugares, apagándolos y encendiéndolos en un patrón conocido para el usuario pero aparentemente aleatorio para el escucha.
Antenas direccionales individuales tienen que ser orientadas manual o automáticamente para encontrar la dirección de la señal, lo que puede ser muy lento cuando la señal es de corta duración. Una alternativa es usar un conjunto de antenas Wullenweber. En este método, varios anillos concéntricos de elementos de antenas reciben simultáneamente la señal, de tal forma que idealmente la mejor orientación será claramente una solo antena o un pequeño conjunto de estas. Los conjuntos Wullenweber para las señales de alta frecuencia son enormes, y se les conoce como "jaulas para elegantes".
Una alternativa a las antenas direccionales orientables o de grandes conjuntos omnidireccionales tales como las antenas Wullenweber, es medir el tiempo de llegada de la señal a múltiples puntos, usando un sistema de posicionamiento global o algún método similar para tener un tiempo de sincronización de alta precisión. Los receptores pueden ser estaciones terrestres, barcos, aviones o satélites, con lo que se logra gran flexibilidad.
Los misiles antirradiación modernos pueden dirigirse hacia los transmisores detectados y los pueden atacar, las antenas militares raramente están a distancias seguras de los usuarios del transmisor.

### Análisis de tráfico
Cuando se conocen las localizaciones de las fuentes de las señales, pueden surgir patrones de uso, a partir de los cuales se pueden realizar inferencias. El análisis de tráfico es la disciplina que identifica patrones a partir del flujo de información entre un conjunto de transmisores y receptores, sean las localizaciones de estos transmisores y receptores realizadas por técnicas de localización de señales, por las identificaciones contenidas en los mismos mensajes, o incluso por técnicas de MASINT para lograr "individualizar" a los transmisores u operadores de estos. En el análisis de tráfico no se necesita conocer el contenido del mensaje, solo se necesita conocer al transmisor y al receptor, aunque mayor información facilita la tarea de este técnica.
Por ejemplo, si se sabe que un cierto tipo de radio solo es usada por unidades de tanques, incluso si la posición no puede ser determinada en forma precisa por técnicas de localización de señales, se puede asumir que hay presente una unidad de tanques en el área general de la señal. Por supuesto, el dueño del transmisor puede suponer que alguien está vigilando la señal, así que él puede instalar radios de tanques en un área donde él quiere que el otro lado crea que hay tanques. Como parte de la Operación Quicksilver, este era un plan de engaño usado durante la invasión de Europa en la Batalla de Normandía, se hicieron radio transmisiones que simulaban la operación de los cuarteles generales y de unidades subordinadas del falso Primer Grupo de Ejército de Estados Unidos (en inglés: First United States Army Group, FUSAG), comando por George S. Patton, para hacer pensar a las defensas alemanas que la invasión principal se haría en otro lugar diferente al real. En una manera similar, se realizaron desde aguas japonesas, radio transmisiones falsas provenientes de los portaaviones japoneses, antes de la Batalla de Pearl Harbor, mientras que los buques atacantes se movían bajo estricto silencio radial.
El análisis de tráfico no necesita enfocarse en las comunicaciones humanas. Por ejemplo, si la secuencia de una señal de radar, seguida por un intercambio de datos de asignación de blancos y una confirmación, seguido por observación de fuego de artillería, esto podría identificar un sistema automático de fuego contra-batería. Una señal de radio que activa balizas de navegación podría ser un sistema de ayuda para el aterrizaje para una pista de aterrizaje camuflada.
Los patrones se forman siempre. Conociendo una señal de radio, con ciertas características, originadas desde un cuartel general fijo pueden sugerir una alta probabilidad de que una unidad en particular se mueva pronto de su base regular. No se necesitan conocer los contenidos de los mensajes para poder inferir el movimiento.
Existe un arte así como una ciencia respecto del análisis de tráfico. Los analistas expertos desarrollan un sentido de que es real y de que es falso. Por ejemplo, Harry Kidder, fue uno de los criptoanalistas estrellas de la Segunda Guerra Mundial, pero no se conoce mucho debido a la cortina de secreto que rodea todas las actividades relacionadas con la SIGINT.

### Orden de batalla electrónico
Generar un orden de batalla electrónico (en inglés: Electronic Order of Battle, EOB) requiere identificar a los emisores SIGING en un área de interés, determinando su localización geográfica o área de movimiento, caracterizando sus señales y, si es posible, determinando su rol en orden de batalla organizacional más amplio. El EOB cubre tanto la COMINT como la ELINT. La Agencia de Inteligencia de la Defensa mantiene un EOB por lugares. El Centro del Espectro Conjunto (en inglés: Joint Spectrum Center, JSC) de la Agencia de Sistemas de Información de la Defensa complementa esta base de datos de localizaciones con otras cinco bases de datos más técnicas:
1. FRRS: Frequency Resource Record System (en castellano: Sistema de Registro de Recursos de Frecuencia)
2. BEI: Background Environment Information (en castellano: Información Ambiental de Fondo)
3. SCS: Spectrum Certification System (en castellano: Sistema de Certificación del Espectro)
4. EC/S: Equipment Characteristics/Space (en castellano: Características del Equipamiento y el Espacio)
5. TACDB: listas de plataformas, ordenadas por nomenclatura, la que contiene enlaces a equipamiento C-E de cada plataforma, con enlaces a los datos paramétricos de cada pieza de equipamiento, listas de unidades militares y sus unidades subordinadas con el equipo usado por cada unidad.

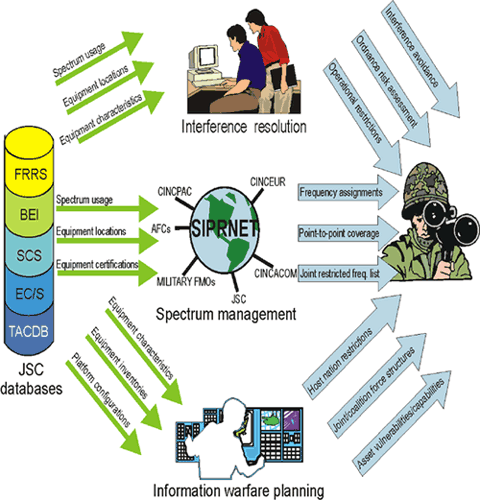
EOB y flujos de datos relacionados.

Por ejemplo, varios transmisores de voz podrían ser identificados como una red de comando (por ejemplo, un comandante superior y subordinados directos) en un batallón de tanques o una fuerza de tarea blindada. Otro conjunto de transmisores podrían ser identificados como una la red logística para la misma unidad. Un inventario de fuentes ELINT podría identificar los radares contra-batería de alcance medio y largo en un área determinada.
Las unidades de inteligencia de señales identificarán los cambios en el EOB, los que podrían identificar el movimiento de las unidades enemigas, los cambios en las relaciones de mando y un incremento o disminución en capacidades.
Al usar COMINT como método de recolección le permite al oficial de inteligencia producir un orden de batalla electrónico mediante el tráfico de señales y el análisis de contenido entre varias unidades enemigas. Por ejemplo, si los siguientes mensajes fueran interceptados:
1. U1 desde U2, solicitando permiso para dirigirse al punto de chequeo X.
2. U2 desde U1, aprobado, informar a la llegada.
3. (20 minutos más tarde) U1 desde U2, todos los vehículos han llegado al punto de chequeo X.

Esta secuencia muestra que hay dos unidades en el campo de batalla, la unidad 1 es móvil mientras que la unidad 2 está un nivel jerárquico superior, quizás un puesto de mando. Uno también pueden entender que la unidad 1 se movió desde un punto a otro que están a una distancia de 20 minutos en vehículo. Si estos son reportes regulares en un período de tiempo, podrían estar revelando un patrón de patrullas. Al usar localización de señales y MASINT de radiofrecuencia podrían ayudar a confirmar de que este tráfico no es un engaño.
El proceso de construcción del EOB está dividido como sigue:
- Seperación de la señal
- Optimización de las mediciones
- Fusión de los datos
- Construcción de las redes

La separación del espectro y señales interceptadas para cada uno de los sensores detectados debe ocurrir en un período de tiempo extremadamente pequeño, con el propósito de poder separa las señales más importantes de los diferentes transmisores en el campo de batalla. La complejidad del proceso de separación depende de la complejidad de los métodos de transmisión (por ejemplo: salto de frecuencias o acceso múltiple por división de tiempo (en inglés: Time Division Multiple Access, TDMA)).
Al recolectar y agrupar los datos de cada sensor, las medidas de la dirección de las señales puede ser optimizada y ser mucho más precisa que las mediciones básicas de un sensor de localización de señales. Al calcular basados en muestras más grandes de los datos de salida del sensor casi en tiempo real, junto con la información histórica de las señales, pueden llevar a lograr mejores resultados.
La fusión de datos correlaciona las muestras de datos de diferentes frecuencias del mismo sensor, "el mismo sensor" siendo confirmado por localización de señales o por MASINT de radiofrecuencia. Si un emisor es móvil, la localización de señales, además de descubrir un patrón repetitivo de movimiento, es de valor limitado para determinar si un sensor es único. Por eso la MASINT se convierte en más informativo, ya que los transmisores y antenas individuales pueden tener lóbulos laterales únicos, radiación no intencional, temporización de los pulsos, etc., que pueden ayudar a una identificación única.
La construcción de redes entre cada emisor (transmisor de comunicaciones) a otro permite la creación de los flujos de comunicaciones de un campo de batalla.

## COMINT
COMINT o Inteligencia de Comunicaciones (en inglés: Communications Intelligence, COMINT) es una subcategoría de la inteligencia de señales que consiste en el tratamiento de los mensajes o información de voz derivada de la intercepción de comunicaciones extranjeras. Debería ser notado que comúnmente la COMINT es referida como SIGINT, lo que puede causar confusión cuando se trata a las varias disciplinas de la inteligencia. El Estado Mayor Conjunto de los Estados Unidos la define como "la información técnica de inteligencia derivada de las comunicaciones extranjeras por otros agentes diferentes a los destinatarios originales".
La COMINT, que se define como las comunicaciones entre personas, revelará algunos o todos de los siguientes puntos:
1. Quién está transmitiendo
2. Dónde se encuentran localizados, y, si el transmisor se encuentra en movimiento, el informe puede graficar la señal en relación con su posición
3. Si se conoce, la función organizacional del transmisor
4. La hora y duración de la transmisión, y la planificación si es una transmisión periódica
5. Las frecuencias y otras características técnicas de su transmisión
6. Si la transmisión está codificada o no, y si puede ser decodificada. Si es posible interceptar ya sea un texto claro transmitido originalmente u obtenido a través del criptoanálisis, el idioma de la comunicación y una traducción (cuando se necesario)
7. La dirección, si la señal no es de difusión general y si la dirección es recuperable del mensaje, Estas estaciones también pueden ser COMINT (por ejemplo, una confirmación del mensaje o un mensaje de respuesta), ELINT (por ejemplo: una baliza de navegación que es activada) o ambas. Más bien que, o adicionalmente a, una dirección u otro identificador, puede existir información sobre la localización y las características de la señal del que responde

### Intercepción de comunicaciones orales
Una técnica básica de la COMINT es escuchar las comunicaciones orales, usualmente las que usan radio pero también las producidas por "fugas" desde los teléfonos o de conexiones físicas de intercepción. Si las comunicaciones orales están codificadas, se debe resolver primero el método de codificación a través de un proceso de diagrama introeléctrico con el propósito de escuchar la conversación, aunque el análisis de tráfico puede entregar información simplemente porque una estación está enviando hacia otra estación en un patrón radial.
Obviamente, el interceptor debe comprender el idioma que está siendo usado. En la Segunda Guerra Mundial, Estados Unidos usaron comunicadores voluntarios conocidos como los locutor de claves, quienes usaban idiomas tales como navajo, comanche y choctaw, que solo podían ser entendido por pocas personas, incluso dentro de Estados Unidos, que no fueran personas que crecieron hablando dicho idioma. Incluso con estos idiomas poco comunes, los locutores de claves usaban códigos especializados, de tal forma que "mariposa" podría significar un tipo específico de avión japonés. Las fuerzas británicas hicieron un uso más limitado de hablantes galeses para protección adicional de las comunicaciones.
Mientras que los métodos de codificación electrónicos modernos han vuelto obsoleta la necesidad de los ejércitos de usar idiomas poco conocidos, es ciertamente posible de que grupos de guerrilla podrían usar raros dialectos que pocos fuera de su grupo étnico podrían comprender.

### Intercepción de textos
No todas las comunicaciones son orales. La intercepción de código morse una vez fue muy importante, pero la telegrafía de código morse ahora es obsoleta en el mundo occidental, aunque aún hoy es posiblemente usada por las fuerzas de operaciones especiales. Sin embargo, tales fuerzas ahora usan equipos criptográficos portátiles. El código morse aún es usado por las fuerzas militares de los antiguos países de la órbita soviética.
Los especialistas buscan en las frecuencias de radio secuencias de caracteres (por ejemplo: correo electrónico) y fax.

### Intercepción de canales de señales
Un enlace de comunicaciones digitales dado puede llevar miles o millones de comunicaciones de voz, especialmente en los países desarrollados. Sin tratar la legalidad de tales acciones, el problema de identificar que canal contiene que conversación es mucho más simple cuando la primera cosa interceptada es el canal de señalización que lleva la información para configurar las llamadas telefónicas. En el uso civil o muchos militares, este canal llevará los mensajes con los protocolos Sistema de Señalización 7.
El análisis retrospectivo de las llamadas telefónicas puede ser realizado usando los registros detallados de las llamadas (en inglés: Call Detail Records, CDR) para cobrar las llamadas.

### Monitoreo de las comunicaciones amigas
Más parte de la seguridad en las comunicaciones que de una verdadera recolección de inteligencia, las unidades de SIGINT pueden tener una responsabilidad en la vigilancia de las comunicaciones propias o de otras emisiones electrónicas, para evitar el proporcionar inteligencia al enemigo. Por ejemplo, un monitor de seguridad puede escuchar a un individuo transmitiendo información inapropiada usando un red de radio no encriptada, o simplemente uno que no está autorizado para entregar ese tipo de información. Si llamar de inmediato la atención sobre la violación no crearía un riesgo de seguridad aún mayor, el monitor activará uno de los siguientes códigos BEADWINDOW usados por Australia, Canadá, Nueva Zelandia, Reino Unido, Estados Unidos y otras naciones que trabajan usando estos procedimientos. Los códigos estándares BEADWINDOW (por ejemplo: "BEADWINDOW 2") incluyen:
1. Posición: por ejemplo revelar, en una forma insegura o inapropiada, "la posición, movimiento o intención de movimiento, posición, curso, velocidad, altitud o destino de cualquier elemento, unidad o fuerza aérea, marítima o terrestre, ya sea amiga o enemiga".
2. Capacidades: "las capacidades o limitaciones amigas o enemigas. Las composiciones de la fuerza o bajas significativas de equipos especiales, sistemas de armas, sensores, unidades o personal. Los porcentajes restantes de combustible o municiones".
3. Operaciones: "las operaciones, intenciones de progreso o resultados amigables o enemigos. Las intenciones operacionales o logísticas, los participantes de las misiones de programas de vuelo, los informes de la situación de misiones, los resultados de operaciones amigas o enemigas, los objetivos de ataques".
4. Guerra electrónica: "las intenciones, progreso o resultados de la guerra electrónica o control de emisiones (en inglés: Emanations Control, EMCON) amigas o enemigas. La intención de usar contramedidas electrónicas (en inglés: Electronic Countermeasures, ECM), los resultados de la ECM amiga o enemiga, los objetivos de la ECM, los resultados de las contra-contramedidas electrónicas (en inglés: Electronic Counter-Countermeasures, ECCM) amigas o enemigas; los resultados de las SIGINT de las medidas o tácticas de apoyo electrónicas (en inglés: Electronic Support Measures, ESM); la políticas de las EMCON actuales o planificadas; los equipos afectados por las políticas de EMCON".
5. Personal clave amigo o enemigo: "el movimiento o identidad de oficiales, visitantes, comandantes amigos o enemigos, el movimiento de personal de mantenimiento clave indicando las limitaciones de los equipos".
6. Seguridad de las comunicaciones: (en inglés: Communications Security, COMSEC). "Las brechas COMSEC amigas o enemigas. La vinculación de códigos o palabras código a lenguaje normal. El compromiso de los cambios de frecuencia o la vinculación con desginadores de número o de circuito. La vinculación de códigos de llamada con códigos de llamada o unidades anteriores. El compromiso de códigos de llamada codificadas o clasificadas, procedimientos de autentificación incorrectos".
7. Circuitos erróneos: "transmisiones inapropiados. Información solicitada, transmitida o a punto de ser transmitida que no deberían ser pasada a la persona del circuito debido a que requiere una protección de seguridad mayor o que es inapropiada para el propósito para que el circuito fue diseñado".
8. Otros códigos como sea apropiada para la situación que puede ser definida por el comandante.

Durante la Segunda Guerra Mundial, por ejemplo, la Armada Japonesa hizo posible que se interceptara y se matara al comandante de la flota combinada, el almirante Isoroku Yamamoto, al violar los códigos BEADWINDOW 5 y 7. Ellos identificaron los movimientos de la persona clave debido al uso de un sistema de codificación de baja seguridad.

## Inteligencia electrónica de señales
La inteligencia electrónica (ELINT) de las señales se refiere a la recolección de inteligencia mediante el uso de sensores electrónicos. Su foco principal son la inteligencia de las señales no usadas para la comunicación. Los Jefes del Estado Mayor Conjunto la definen como "la inteligencia técnica y de geolocalización derivada de las radiaciones electromagnéticas no usadas para las comunicaciones emanadas de fuentes que no sean detonaciones nucleares o radiactivas".
La identificación de la señal es realizada al analizar los parámetros recogidos para una señal específica y ya sea comparándola con criterios conocidos o registrándola como un posiblemente nuevo emisor. Los datos generados por la ELINT usualmente son altamente clasificados, y son protegidos como tal.
Típicamente los datos recolectados están relacionados con los equipos electrónicos de la red de defensa del oponente. especialmente a equipos electrónicos tales como los radares, sistemas de misiles superficie-aire, aviones, etc. La ELINT puede ser usada para detectar buques y aviones por su radar u otras radiaciones electromagnéticas; los comandantes tienen que escoger entre no usar su radar (EMCON), usarlo en forma intermitente o usarlo y esperar poder evitar las defensas. La ELINT puede ser recolectada usando estaciones terrestres cerca del territorio del oponente, buques frente a las costas, aviones cerca o dentro de su espacio aéreo, o usando satélites.

### Relaciones complementarias con la COMINT
Al combinar la ELINT con otras fuentes de información se puede realizar un análisis de tráfico de las emisiones electrónicas que contienen mensaje humanos cifrados. El método de análisis difiere de la SIGINT en que cualquier mensaje humano cifrado que se encuentre en la transmisión electrónica no es analizado durante la ELINT. Lo que interesa es el tipo de transmisión electrónica y su localización. Por ejemplo, durante la Batalla del Atlántico en la Segunda Guerra Mundial, la COMINT generada por Ultra no siempre está disponible ya que Bletchley Park no siempre era capaz de leer el tráfico de los submarinos alemanes que usaban Enigma. Pero "Huff-Duff" (High Frequency Direction Finder, en castellano: Localización de Dirección por Alta Frecuencia) aún era capaz de encontrar donde estaba los submarinos alemanes al analizar las transmisiones de radio por medio de la triangulación de la dirección localizada por dos o más sistemas Huff-Duff. El Almirantazgo era capaz de usar esta información para designar cursos a los convoyes para alejarlos de las concentraciones de submarinos alemanes más altas.
Pero existen otras disciplinas de la ELINT que incluyen la intercepción y análisis de las señales de control de las armas enemigas o las respuestas de los sistemas de identificación amigo o enemigo de los transpondedores instalados en los aviones y usados para distinguir los aviones enemigos de los aviones amigos.

### Rol en la guerra aérea
Un área muy común en la ELINT es la intercepción de radares y la determinación de sus localizaciones y procedimientos de operación. Las fuerzas atacantes pueden ser capaces de evitar la cobertura de ciertos radares, o, conociendo sus características, unidades de guerra electrónica pueden perturbar a los radares o enviarles señales falsas. Confundir electrónicamente a un radar es llamado un "soft kill" (en castellano: baja suave o eliminación no destructiva). También es posible atacar a los radares con misiles especializados o con bombas, y de esa forma lograr un "hard kill" (en castellano: baja dura o eliminación destructiva). Algunos misiles aire-aire modernos tienen la capacidad de dirigirse hacia la fuente de las señales de radar, particularmente para ser usados contra grandes radares aerotransportados
Conociendo donde se encuentra y el tipo de cada sistema de misiles superficie-aire y de artillería antiaérea permite planificar ataques aéreos que eviten las áreas más fuertemente defendidas y que los aviones usen un perfil de vuelo que les darán la mejor posibilidad de evadir el fuego antiaéreo y las patrullas aéreas de combate. También permite el perturbación o la suplantación de la red de defensa del enemigo. Una buena inteligencia electrónica puede ser muy importante para las operaciones de aviones furtivos, estos no son totalmente indetectables y necesitan saber que áreas evitar. Similarmente, los aviones convencionales necesitan conocer donde se encuentran los sistemas de defensa aérea fijos o semi-móviles de tal forma que los puedan neutralizar o rodearlos.

### ELINT y ESM
Las Medidas de Apoyo Electrónicas (en inglés: Electronic Support Measures, ESM) realmente son técnicas de ELINT, pero el término es usado en el contexto específico de la guerra táctica. Las ESM entregan la información necesaria para que los Ataques Electrónicos (en inglés: Electronic Attack, EA), tal como la perturbación, puedan ser realizados. La EA también es conocida como Contramedidas Electrónicas (en inglés: Electronic Counter-Measures, ECM). Adicionalmente, también proporciona la información para llevar a cabo Contra-contramedidas Electrónicas (en inglés: Electronic Counter-Counter Measures, ECCM), ya que la comprensión de cómo funciona un modo de perturbación o de suplantación realizado contra un radar puede llevar a modificar las características de un radar para poder evitarlas.

### ELINT para la realización de meaconing
Meaconing es la combinación de inteligencia y guerra electrónica para enterarse de las características de las ayudas a la navegación enemigas, tales como radiofaros, y falsificar sus señales para retransmitir información de navegación incorrecta.

### Inteligencia de señales de instrumentos extranjeros
La inteligencia de señales de instrumentos extranjeros (en inglés: Foreign Instrumentation Signals Intelligence, FISINT) es una subcategoría de la SIGINT, que principalmente vigila la comunicación no humana. Las señales de instrumentos extranjeros incluyen, pero no están limitadas, la telemetría (o TELINT), los sistemas de seguimiento y los enlace de datos y de video. La TELINT es una parte importante de los medios técnicos nacionales de verificación para el control de armas.

### Contra-ELINT
Aún a un nivel de investigación que solo puede ser descrito como una técnica contra-ELINT, la que podría ser parte de una campaña de supresión de defensas aéreas enemigas. Esto sería equivalente a las técnicas de ECCM pero aplicadas a la ELINT.

## SIGINT versus MASINT

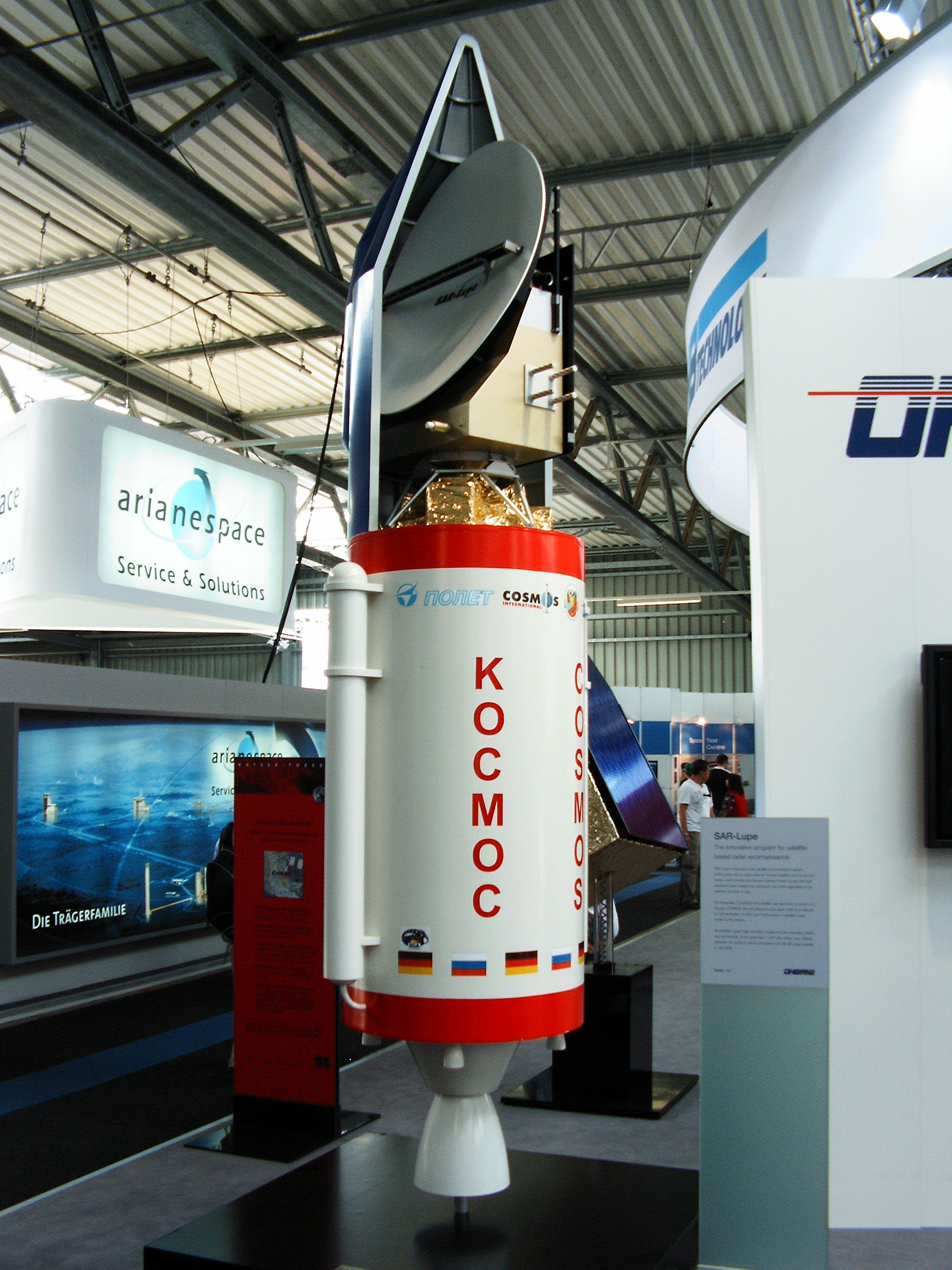
Un modelo de un satélite de reconocimiento alemán SAR-Lupe al interior de un cohete ruso Cosmos-3M.

La inteligencia de señales y la inteligencia de mediciones y firmas electrónicas (en inglés: Measurement and Signature Intelligence, MASINT) están estrechamente, y algunas confusamente, relacionadas.
Las disciplinas de la inteligencia de señales de la inteligencia electrónica y de comunicaciones se enfocan en la información proporcionada por las señales en sí mismas, como con la COMINT que detecta el habla en las comunicaciones de voz o como la ELINT mide la frecuencia, ritmo de repetición del pulso y otras características de un radar.
La MASINT también trabaja con las señales recolectadas, pero es más una disciplina de análisis. Sin embargo, existen sensores únicos a la MASINT, normalmente trabajando en diferentes regiones o dominios del espectro electromagnético, tal como infrarrojo o campos magnéticos. Mientras que la NSA y otras agencias tienen grupos MASINT, la oficina central de MASINT es la Agencia de Inteligencia de la Defensa (en inglés: Defense Intelligence Agency, DIA).
Donde la COMINT y la ELINT se enfocan en la parte transmitida en forma intencional, la MASINT se enfoca en la información transmitida en forma no intencional. Por ejemplo, una antena de radar cualquiera tendrá lóbulos laterales emanando desde una dirección distinta hacia la cual está apuntando la antena principal. La disciplina conocida como RADINT (inteligencia de radar, en inglés: Radar Intelligence, RADINT) involucra aprender a reconocer a un radar tanto por su señal primaria, capturada por la ELINT, como por sus lóbulos laterales, quizás capturada por el sensor ELINT principal, o más probable por un sensor apuntado a los lados de la antena de radio.
La MASINT asociada a la COMINT podría involucrar la detección de sonidos de fondo comunes esperados con las comunicaciones de voz humanas. Por ejemplo, si una señal de radio dada proviene de una radio usada en un tanque, si el interceptor no escucha el ruido de un motor o de una frecuencia de voz más alta que la modulación de voz utilizada normalmente, incluso aunque la conversación de voz sea inteligible, la MASINT podría sugerir que es un engaño, ya que no se originaría de un tanque real.
Ver localización de dirección de alta frecuencia para una discusión de la información capturada por la SIGINT con un sabor a MASINT, tal como la determinación de la frecuencia a la que un receptor está sintonizado, a partir de la detección de la frecuencia del ritmo del oscilador de frecuencia del receptor superheterodino.

## Inteligencia de señales defensiva
Las técnicas de la inteligencia de señales también pueden ser usadas para defenderse contra ellas mismas. Existe un delicado equilibrio entre el nivel de protección y la amenaza real, siendo un extremo el cliché de los "sombreros de papel de aluminio".
Uno de los aspectos a considerar es que es mucho más difícil defenderse contra la detección de que uno está transmitiendo que defenderse de que un oponente descubra el contenido del mensaje transmitido. Un cifrado apropiado puede proteger contra la intercepción del contenido, pero protegerse contra la detección de la señal, especialmente contra un oponente capaz, requiere medidas que hagan difícil detectar la señal, pero que tiene como desventaja que puede hacer difícil la detección de la señal por parte del receptor al que se destina dicha señal.

### Cifrado fuerte y bien administrado
El cifrado es un aspecto central para la defensa, El proceso de cifrado es vulnerable cuando las claves criptográficas no son fuertes y no son protegidas, y en el caso de los computadores, si el texto plano no es borrado cuando no es necesario.

### Seguridad apropiada en las transmisiones
Cuando se usan transmisiones de radio, es muy importante el uso de antenas direccionales que tengan "fugas" tan pequeñas como sea posible hacia los lóbulos laterales para reducir las posibilidades de intercepción. También alejar la antena del transmisor, mediante el uso de un cable físico que los una, permite ayudar a esconder la localización de la fuente de transmisión.
También para minimizar las posibilidades de intercepción la potencia total de transmisión se puede minimizar, de preferencia dicha potencia debería ser dividida en múltiples frecuencias o usar diferentes frecuencias como las usadas por las técnicas de espectro ensanchado. También se han utilizado satélites SIGINT y aviones de monitoreo especialmente equipados para interceptar las transmisiones enemigas.
Las señales de un transmisor también pueden "filtrarse" por las líneas eléctricas usadas para alimentar con energía dichos transmisores. El uso de planes de transmisiones variables, que también incluyen el cambiar las frecuencias de las estas, forman parte de las técnicas aumentar la seguridad de las transmisiones propias. Un ejemplo de esto es el radar de baja probabilidad de intercepción.

### Seguridad apropiada en la recepción
Los receptores, dada la naturaleza de su funcionamiento, emiten señales cuando están en funcionamiento, y estas pueden ser usadas para detectar el funcionamiento clandestino de receptores, como se hizo durante la Operación RAFTER realizada por el MI5 contra agentes soviéticos clandestinos durante la Guerra Fría. Dada esta realidad normalmente se suelen proteger contra esta forma de MASINT de radiaciones no intencionales mediante el uso de optoaislantes u otras técnicas de protección (por ejemplo guías de onda) para conducir la señal de radiofrecuencia recibida, y también mediante la colocación de escudos en los osciladores locales y en las etapas de frecuencia intermedia del receptor superheterodino. Aunque las radios de nueva generación controladas por software tienen estos problemas minimizados.
La radiación no intencional a través de los circuitos terrestres o de alimentación de energía también es un problema para la seguridad de los receptores, para evitar estas emisiones no intencional de señales electromagnéticas se han establecido una serie de normas para proteger los cables y computadores conocidas como Tempest.

### Protección contra las emisiones comprometedoras
También hay riesgo de información electrónica, acústica o de otro tipo pueda "fugarse" desde un sistema computacional o de otros dispositivos de comunicación electrónicos.

#### El riesgo
Como se mencionó anteriormente todos los dispositivos electrónicos generan emisiones no intencionales de radiación electromagnética al funcionar, por ejemplo, una radio o parlante colocada al lado de un computador puede sufrir interferencia generada por las señales emitidas por el computador y que resultan en ruidos que se escuchan en el parlante. Esta interferencia son señales electromagnética generadas por los diversos componentes del computador, especialmente el monitor pero también por el sistema eléctrico y de tierra de este.
Mientras que en estricto rigor no caen dentro de las "fugas", un lugar donde información sensitiva es procesada o discutida necesita ser protegido contra micrófonos y otras formas de escucha clandestinas. Existen varias amenazas que no han sido oficialmente definidas en la literatura no clasificada. Sin embargo, las siguientes son estimaciones razonables:
- NONSTOP es una amenaza que involucra algún tipo de acoplamiento de la energía de radiofrecuencia comprometida de un sistema clasificado, que se "fuga" hacia un dispositivo de transmisión o de grabación de radiofrecuencia independiente tal como teléfonos celulares, PDA, beeper o sistemas de alarmas. Las radios AM/FM comerciales no son consideradas un riesgo.
- HIJACK es una amenaza similar al acoplamiento, pero de algún tipo de computador digital o equipo relacionado.
- TEAPOT es una vulnerabilidad que corresponde a la modulación incidental de audio de la retrodispersión de una radiofrecuencia, normalmente un microonda, dirigida desde una área segura. Un bicho pasivo de cavidad resonante de este tipo fue descubierto en un Gran Sello de los Estados Unidos regalado por la Unión Soviética, pero que contenía un cavidad resonante con una pared que se movía con el sonido que se producía en la sala, imponiendo así modulación de frecuencia en la señal retrodispersada.

#### Mitigaciones y contramedidas
TEMPEST es un nombre usado para un conjunto de medidas de protección contra la intercepción por parte de un oponente de las emisiones de un transmisor amigo y la posibilidad de que tiene de extraer información sensitiva a las señales interceptadas.
La palabra Tempest y su significado no están clasificados. Algunas de las técnicas para medir el cumplimiento de una pieza de equipo, o si esta realmente emitiendo señales comprometedoras, están clasificadas. Una buena cantidad de información se ha vuelto pública a través de las consultas respaldas por la Freedom of Information Act (FOIA) (en castellano: Acta para la Libertad de la Información), libros que trata acerca de técnicas de intercepción, inferencias obtenidas de documentos liberados en forma parcial y discusiones por parte de ingenieros electrónicos. Algunos de los documentos entregados total o parcialmente bajo la FOIA:
1. Guía de instalación Roja/Negra
2. Especificación para Gabinetes Protegidos
3. Especificación para Gabinetes Protegidos (redactado parcialmente)

Un grupo de personas han convertido en una afición la tarea de indagar acerca de información Tempest o temas relacionados, y también existen empresas en el negocio de contramedidas contra técnicas de vigilancia (en inglés: Technical Surveillance Counter-Measures, TSCM), que abarca más que los temas relacionados al mundo Tempest, que han revelado algunos conceptos.

### Protección contraataque a través de canales laterales o encubiertos
Un ataque de canal lateral es un vulnerabilidad no intencional de un dispositivo criptográfico, no relacionado con el algoritmo de cifrado. Las potenciales vulnerabilidades incluyen diferentes velocidades de proceso y de transmisión para los bloques de texto plano con ciertas características estadísticas, cambios en la energía consumida o emanaciones comprometedoras.
Los canales encubiertos son medios deliberados para eludir la seguridad de las comunicaciones. Ellos sirven para enviar una señal no autorizada al robar el ancho de banda de un canal legítimo, a menudo cifrado. Un método de ancho de banda bajo sería el enviar información al variar los tiempos de transmisión interbloque. Un canal encubierto esteganográfico podría usar el bit de orden más bajo de los píxeles de una imagen gráfica, quizás incluso no píxeles consecutivos, de una forma tal que no fuera obvia para la persona que este mirando esa imagen.